# شعوب سويد (العدين)

تعديل مصدري - تعديل

شعوب سويد محلة تابعة لقرية الجبل، التابعة لعزلة بني عبد  الله بمديرية العدين إحدى مديريات محافظة إب في الجمهورية اليمنية، بلغ تعداد سكانها 70 حسب تعداد اليمن لعام 2004.